# میسون ماونت
میسون تونی ماونت (انگلیسی: Mason Tony Mount؛ زادهٔ ۱۰ ژانویهٔ ۱۹۹۹) بازیکن فوتبال اهل انگلستان است که در پست هافبک برای باشگاه منچستریونایتد و تیم ملی انگلستان بازی میکند.
از باشگاه‌هایی که در آن بازی کرده‌است می‌توان به چلسی اشاره کرد.او از باشگاه چلسی به صورت قرضی در‌ ویتس و دربی کانتی بازی کرده است.وی همچنین در تیم های ملی فوتبال زیر ۱۶ سال انگلستان، زیر ۱۷ سال انگلستان، زیر ۱۸ سال انگلستان، زیر ۱۹ سال انگلستان، زیر ۲۱ سال انگلستان و تیم ملی انگلستان بازی کرده است.او در سال ۲۰۲۱_۲۰۲۰ با چلسی قهرمان لیگ قهرمانان اروپا شد. او در نقل و انتقالات فصل ۲۰۲۴_۲۰۲۳ به منچستریونایتد پیوست.

## عملکرد باشگاهی
مونت در پورتسموث، همپشایر متولد شد. پدر وی تونی با باشگاه‌های محلی مانند هاوان تاون بازیکن و مدیر در سطح غیر لیگ بود. او در لیگ‌های محلی به عنوان چهار ساله در فوتبال زیر ۶ سال بازی می‌کرد و یک روز در هفته را در آکادمی‌های پورتسموث، ساوتهمپتون و چلسی می‌گذراند. مونت در سال ۲۰۰۵ در شش سالگی به چلسی پیوست. او اولین بازی خود را در زیر ۱۸ سال به عنوان زیر ۱۵ سال در فصل ۲۰۱۳–۱۴ انجام داد و در فصل بعد چندین بازی دیگر نیز اضافه کرد.
مونت در فصل ۱۷–۲۰۱۶ برای تیم‌های زیر ۱۸ سال و زیر ۲۱ سال به میدان رفت که در ۳۰ بازی ۱۰ گل به ثمر رساند. وی در ژوئیه سال ۲۰۱۷ قرارداد جدید چهار ساله با چلسی منعقد کرد.

#### دوره قرضی در ویتس و دربی کانتی
مونت در تاریخ ۲۴ ژوئیه ۲۰۱۷ با وام فصلی به باشگاه هلندی ویتس آرنهم پیوست. او اولین بازی خود را در تاریخ ۲۶ اوت، به عنوان یک تعویض دقیقه ۷۷ در جریان شکست ۲–۱ خانگی ویتسه مقابل آلکمار، انجام داد. ماه بعد، او اولین شروع بازی خود را در اولین دیدار جام حذفی ویتسه به مصاف تیم رده پنجم سوئیفت انجام داد و ۹۰ دقیقه تمام بازی ۰–۰ را انجام داد، که سوئیفت در ضربات پنالتی پیروز شد. او اولین گل خود را برای ویتس در ۱ اکتبر در دقیقه ۷۶ تساوی ۱–۱ خانگی با اوترخت به ثمر رساند. مونت در چندین نوبت در تیم منتخب هفته حضور پیدا کرد و جایزه بازیکن سال ویتس را به دست آورد.
در طول بازی برگشت مرحله نیمه نهایی اروپا ویتس برابر دن هاخ در تاریخ ۹ مه ۲۰۱۸، مونت اولین هت تریک خود را به ثمر رساند، زیرا ویتس با نتیجه ۵ بر ۲ پیروز شد. در مرحله دوم، ویتس با نتیجه ۲–۱ به پیروزی رسید تا در مجموع با نتیجه ۷ بر ۳ به پیروزی برسد. در اولین دیدار فینال مقابل اوترخت، مونت گلزنی کرد اما ثبت شد و به همین دلیل برای مرحله دوم به حالت تعلیق درآمد. قبل از بازگشت به چلسی، طی ۳۹ مسابقه در همه رقابت‌ها برای ویتس، ۱۴ گل ثمر رساند.
مونت در تاریخ ۱۷ ژوئیه ۲۰۱۸ با وام فصلی به باشگاه دربی کانتی پیوست. او در اولین بازی خود برای دربی در ۳ اوت ۲۰۱۸، در جریان پیروزی ۲–۱ به برتری مقابل ریدینگ، گل تساوی بخش ۶۰ دقیقه ای را به ثمر رساند.
مونت پس از تحمل یک مصدومیت همسترینگ در بازی جام حذفی مقابل آکروینگتون استنلی، بعد از دو ماه در ترکیب تیم قرار گرفت. او با نتیجه ۶ بر ۱ مقابل روترهام یونایتد برگشت و یک پنالتی برای هم تیمی مارتین واگنورن بدست آورد و بعداً گلزنی کرد. دو هفته بعد، او اولین هتریک خود را در یک بازی لیگ برای نگه داشتن دربی در بازی برای بازی پلی آف چمپیونشیپ با نتیجه ۴–۰ مقابل بولتون واندرز به ثمر رساند.

##### بازگشت به تیم اول چلسی
در ۱۵ ژوئیه ۲۰۱۹، مونت قرارداد ۵ ساله جدید با چلسی امضا کرد. او اولین مسابقه رقابتی خود را برای چلسی در ۱۱ اوت ۲۰۱۹ در یک شکست ۰–۴ از منچستر یونایتد در لیگ برتر انجام داد. او اولین گل خود در چلسی را یک هفته بعد در مقابل لستر سیتی در اولین بازی خانگی فرانک لمپارد به عنوان سرمربی استمفورد بریج، تساوی ۱–۱ به ثمر رساند و در بازی بعدی گل دیگری به نوریچ سیتی زد. در ۱۷ سپتامبر، وی در مصاف با والنسیا در افتتاحیه لیگ قهرمانان اروپا دچار مصدومیت مچ پا شد. در مارس ۲۰۲۰، مونت با چلسی به دلیل نادیده گرفتن قوانین قرنطینه در طول همه‌گیری کرونا ویروس صحبت کرد. به دلیل ابتلای کالوم هادسون-اودی به کرونا، تمام اعضای تیم در قرنطینه به سر می‌برد اما در همین زمان مونت با سرپیچی از پروتکل‌ها برای بازی با دوستان از جمله دکلان رایس بازیکن وستهم یونایتد رفته بود.

## عملکرد بین‌المللی

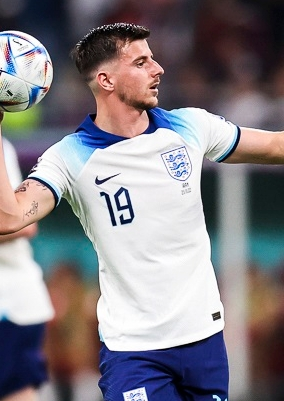
مونت در جام جهانی 2022 در بازی ایران. انگلیس

### دوره جوانان
مونت نماینده انگلیس در رده‌های زیر ۱۶، زیر ۱۷ سال، زیر ۱۸ و زیر ۱۹ سال است. مونت نماینده زیر ۱۷ سال‌ها در مسابقات قهرمانی زیر ۱۷ سال اروپا یوفا بود. مونت برای مسابقات قهرمانی زیر ۱۹ سال اروپا یوفا ۲۰۱۶ در تیم زیر ۱۹ سال گنجانده شده‌است. وی برای لوکاس نمچا کمک کرد تا در فینال گل پیروزی مقابل پرتغال را به ثمر برساند. وی متعاقباً به عنوان بازیکن طلایی مسابقات شناخته شد. در تاریخ ۲۷ مه ۲۰۱۹، مونت در گروه ۲۳ نفره انگلیس برای مسابقات قهرمانی زیر ۲۱ سال اروپا یوفا ۲۰۱۹ گنجانده شد.

#### دوره بزرگسالان
پس از فصل چشمگیر خود با ویتس، مونت از طرف گرت ساوتگیت برای یک هفته پیش از جام جهانی فیفا ۲۰۱۸ با تیم ارشد دعوت شد. وی برای بازی در لیگ ملتهای یوفا برابر کرواسی و اسپانیا در اکتبر ۲۰۱۸ به تیم ارشد فراخوانده شد.
مونت اولین بازی خود را برای تیم ارشد انگلیس در ۷ سپتامبر ۲۰۱۹ به عنوان یک بازیکن تعویضی در دقیقه ۶۷ در پیروزی ۴–۰ خانگی انگلیس مقابل بلغارستان در مرحله انتخابی یورو ۲۰۲۰ در یوفا انجام داد. او اولین گل خود را برای انگلیس در ۱۷ نوامبر در پیروزی ۴–۰ مقابل کوزوو در مرحله انتخابی یورو ۲۰۲۰ به دست آورد.